# Liste der portugiesischen Botschafter in Antigua und Barbuda
Die Liste der portugiesischen Botschafter in Antigua und Barbuda listet die Botschafter der Republik Portugal in Antigua und Barbuda auf. Die Länder unterhalten seit 1983 direkte diplomatische Beziehungen.
Im Jahr 1984 akkreditierte sich der erste portugiesische Botschafter in Antigua und Barbuda, Portugals Vertreter mit Amtssitz in der venezolanischen Hauptstadt Caracas. Eine eigene Botschaft in der antiguanischen Hauptstadt Saint John’s eröffnete Portugal danach nicht, das Land gehört weiterhin zum Amtsbezirk der portugiesischen Botschaft in Venezuela, dessen Missionschef dazu in Antigua und Barbuda zweitakkreditiert wird (Stand 2019).
In der antiguanischen Hauptstadt Saint John’s besteht ein portugiesisches Honorarkonsulat.

## Missionschefs
| Name                                                | Bild                | Akkreditierungsdatum | Anmerkungen                                                                       |
| Antigua und Barbuda                                 | Antigua und Barbuda | Antigua und Barbuda  | Antigua und Barbuda                                                               |
| --------------------------------------------------- | ------------------- | -------------------- | --------------------------------------------------------------------------------- |
| Pedro Martim da Cunha Veiga Madeira de Andrade      |                     | ab 1983              | Botschafter mit Amtssitz Caracas, am 2. Oktober 1984 in Saint John’s akkreditiert |
| Duarte Vaz Pinto da Fonseca de Sá Pereira de Castro |                     | ab 1989              | Botschafter mit Amtssitz Caracas                                                  |
| Júlio Francisco de Sales Mascarenhas                |                     | ab 1995              | Botschafter mit Amtssitz Caracas                                                  |
| Fernando Manuel Oliveira de Castro Brandão          |                     | ab 1999              | Botschafter mit Amtssitz Caracas                                                  |
| Vasco Luís Pereira Bramão Ramos                     |                     | ab 2003              | Botschafter mit Amtssitz Caracas                                                  |
| José Manuel da Costa Arsénio                        |                     | ab 2005              | Botschafter mit Amtssitz Caracas                                                  |
| João José Gomes Caetano da Silva                    |                     | ab 2006              | Botschafter mit Amtssitz Caracas                                                  |
| Mário Alberto Lino da Silva                         |                     | ab 2011              | Botschafter mit Amtssitz Caracas                                                  |
| Fernando Manuel de Jesus Teles Fazendeiro           |                     | ab 2014              | Botschafter mit Amtssitz Caracas                                                  |
| Carlos Nuno Almeida de Sousa Amaro                  |                     | seit 2017            | Botschafter mit Amtssitz Caracas                                                  |